# Burmeistera rostrata
Burmeistera rostrata är en klockväxtart som beskrevs av Jeppesen. Burmeistera rostrata ingår i släktet Burmeistera och familjen klockväxter.
Artens utbredningsområde är Colombia. Inga underarter finns listade i Catalogue of Life.